# ژول-امیل ورشافلت

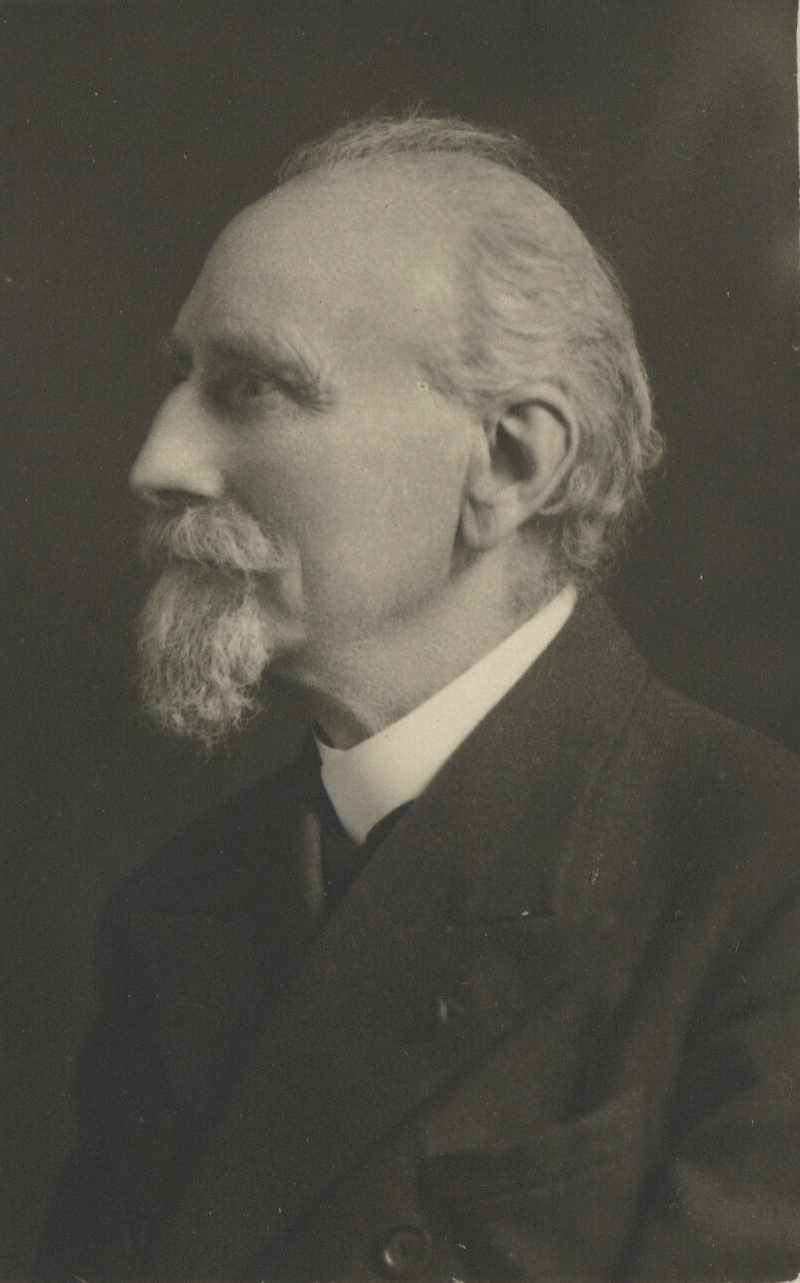
نگارهٔ ژول-امیل ورشافلت/ بروکسل - ۱۹۲۷

 ژول-امیل ورشافلت (انگلیسی: Jules-Émile Verschaffelt؛ زادهٔ ۲۷ ژانویهٔ ۱۸۷۰ – درگذشتهٔ ۲۲ دسامبر ۱۹۵۵) فیزیک‌دان اهل بلژیک بود. 